# The Impossible
The Impossible (Spaans: Lo Imposible) is een Engelstalige Spaanse rampenfilm, geregisseerd door Juan Antonio Bayona. Het script is geschreven door Sergio G. Sánchez, heeft Naomi Watts, Ewan McGregor en Tom Holland in de hoofdrollen en is gebaseerd op het waargebeurde verhaal van María Belón en haar familie tijdens de tsunami van 2004. De film kreeg lovende kritieken van de pers en Naomi Watts kreeg zowel een Academy Award-nominatie als een Golden Globe-nominatie voor beste actrice.

## Verhaal
Maria Bennett (Naomi Watts), haar echtgenoot Henry (Ewan McGregor) en hun zonen Lucas, Thomas en Simon zijn naar Khao Lak, Thailand afgereisd om daar de eindejaarsfeesten door te brengen. Het begint als idyllische vakantie, maar door de tsunami raakt Maria gewond en samen met Lucas gescheiden van Henry, Thomas en Simon. Communicatie had gekund via Maria's vader, maar door Maria's toestand en doordat Lucas het nummer niet weet, en communicatiemiddelen beperkt zijn, komt het niet tot contact tussen hen en Maria's vader. Henry belt hem wel, maar die heeft dan dus nog niets gehoord van Maria en Lucas. Henry laat Thomas en Simon meereizen met een transport naar een veilige plaats in de bergen, terwijl hij zelf blijft zoeken. Ze worden echter vervolgens naar een voor Henry onbekende bestemming verder getransporteerd. Toevallig vinden de vijf elkaar weer.

## Rolverdeling
| Acteur                 | Personage                                        | Opmerkingen                          |
| ---------------------- | ------------------------------------------------ | ------------------------------------ |
| Naomi Watts            | Maria                                            | moeder                               |
| Ewan McGregor          | Henry                                            | vader                                |
| Tom Holland            | Lucas                                            | oudste zoon                          |
| Samuel Joslin          | Thomas                                           | zoon                                 |
| Oaklee Pendergast      | Simon                                            | zoon                                 |
| Marta Etura            | Simone                                           |                                      |
| Sönke Möhring          | Karl                                             |                                      |
| Geraldine Chaplin      | Old Woman                                        |                                      |
| Ploy Jindachote        | Caregiver                                        |                                      |
| Jomjaoi Sae-Limh       | Red Cross Nurse                                  |                                      |
| Johan Sundberg         | Daniel                                           |                                      |
| Jan Roland Sundberg    | Daniel's Father                                  |                                      |
| La-Orng Thongruang     | Old Thai Man                                     |                                      |
| Tor Klathaley          | Young Thai Man                                   |                                      |
| Douglas Johansson      | Mr. Benstrom                                     |                                      |
| Emilio Riccardi        | Morten Benstrom                                  |                                      |
| Vorarat Jutakeo        | Doctor in Stockroom                              |                                      |
| Karun Konsaman         | Young Nurse in Stockroom                         |                                      |
| Nicola Harrison        | Woman in charge of Simon and Thomas              |                                      |
| John Albasiny          | Oliver Tudpole                                   |                                      |
| Gitte Witt             | Norwegian Patient                                |                                      |
| Bruce Blain            | American Tourist                                 |                                      |
| Celicia Arnold         | American Tourist's Wife                          |                                      |
| Peter Tuinstra         | American Tourist on Orchid Roof                  |                                      |
| Esther Davis           | Volunteer in Children's Tent                     |                                      |
| Dominic Power          | Tourist Near the Orchid                          |                                      |
| Sarinrat Thomas        | Operating Nurse                                  |                                      |
| Oak Keerati            | Orchid Male Employee                             |                                      |
| Wipawee Charoenpura    | Woman in Children's Minibus                      |                                      |
| Laura Power            | Young Nurse in Airplane                          |                                      |
| Kowit Wattanakul       | Henry's Pick-up Driver                           |                                      |
| Zoe Popham             | Tourist in Henry's Pick-up                       |                                      |
| Danai Thiengdham       | Tourist in Henry's Pick-up                       |                                      |
| Ronnie Eide            | Tourist in Henry's Pick-up                       |                                      |
| Bonnie Zellerbach      | Tourist at Bus Station (as Bonnie Jo Hutchinson) |                                      |
| Ulf Pilblad            | Tourist at Bus Station (as Jean-Loup Pilblad)    |                                      |
| Frank Gun              | Tourist at Bus Station                           |                                      |
| Giovani Agresti        | Tourist Looking for Francesca                    |                                      |
| Georgina L. Baert      | Person Looking for Relatives                     |                                      |
| David Bruce            | Person Looking for Relatives                     |                                      |
| Natalie Lorence        | Person Looking for Relatives                     |                                      |
| Sverre Golten          | Person Looking for Relatives                     |                                      |
| Clare Louise Plunkett  | Person Looking for Relatives                     |                                      |
| Raphaël Dewaerseghers  | Naked Man                                        |                                      |
| Pisamai Pakdeevijit    | Thai Family in Stockroom                         |                                      |
| Aratchporn Satead      | Thai Family in Stockroom                         |                                      |
| Jakapong Srichaem      | Thai Family in Stockroom                         |                                      |
| Simon Blyberg          | Ferdinand                                        |                                      |
| Christopher Alan Byrd  | Dieter                                           |                                      |
| Namfon Pakdee          | Orchid Female Employee                           |                                      |
| Georgina Winters       | Patient in Takua Pa Hospital                     |                                      |
| Dina Kiseleva          | Patient in Takua Pa Hospital                     |                                      |
| Tan Demir              | Patient in Takua Pa Hospital                     |                                      |
| Krittanai Youngtrakull | Emergency Nurse                                  |                                      |
| Takashi Hasegawa       | Japanese Tourist                                 |                                      |
| Kristen Mandel         | Redheaded Woman                                  |                                      |
| Sam Holland            | Kid in the Tent                                  | in het echt broertje van Tom Holland |
| Harry Holland          | Kid in the Tent                                  | in het echt broertje van Tom Holland |
| Mara García García     | Kid in the Car                                   |                                      |

## Prijzen
| Award                                                | Categorie                                | Ontvanger(s)                                      | Resultaat   |
| ---------------------------------------------------- | ---------------------------------------- | ------------------------------------------------- | ----------- |
| Academy Awards                                       | Beste vrouwelijke hoofdrol               | Naomi Watts                                       | Genomineerd |
| AACTA Awards                                         | Beste Internationale Actrice             | Naomi Watts                                       | Genomineerd |
| Critics' Choice Awards                               | Beste Actrice                            | Naomi Watts                                       | Genomineerd |
| Critics' Choice Awards                               | Beste Jonge Acteur                       | Tom Holland                                       | Genomineerd |
| Chicago Film Critics Association Awards              | Beste Actrice                            | Naomi Watts                                       | Genomineerd |
| Chicago Film Critics Association Awards              | Meest Veelbelovende Performer            | Tom Holland                                       | Genomineerd |
| Dallas-Fort Worth Film Critics Association Awards    | Beste Actrice                            | Naomi Watts                                       | Genomineerd |
| Detroit Film Critics Society                         | Beste Film                               | The Impossible                                    | Genomineerd |
| Detroit Film Critics Society                         | Beste Regie                              | Juan Antonio Bayona                               | Genomineerd |
| Detroit Film Critics Society                         | Beste Actrice                            | Naomi Watts                                       | Genomineerd |
| Detroit Film Critics Society                         | Beste Acteur in een Bijrol               | Ewan McGregor                                     | Genomineerd |
| Premios Goya (27ste uitreiking)                      | Beste film                               | The Impossible                                    | Genomineerd |
| Premios Goya (27ste uitreiking)                      | Beste regisseur                          | Juan Antonio Bayona                               | Gewonnen    |
| Premios Goya (27ste uitreiking)                      | Beste actrice                            | Naomi Watts                                       | Genomineerd |
| Premios Goya (27ste uitreiking)                      | Beste mannelijke bijrol                  | Ewan McGregor                                     | Genomineerd |
| Premios Goya (27ste uitreiking)                      | Beste debuterend acteur                  | Tom Holland                                       | Genomineerd |
| Premios Goya (27ste uitreiking)                      | Beste origineel scenario                 | Sergio G. Sánchez & María Belón                   | Genomineerd |
| Premios Goya (27ste uitreiking)                      | Beste camerawerk                         | Óscar Faura                                       | Genomineerd |
| Premios Goya (27ste uitreiking)                      | Beste montage                            | Elena Ruiz en Bernat Villaplana                   | Gewonnen    |
| Premios Goya (27ste uitreiking)                      | Beste enscenering                        | Eugenio Caballero                                 | Genomineerd |
| Premios Goya (27ste uitreiking)                      | Beste productieontwerp                   | Sandra Hermida Muñiz                              | Gewonnen    |
| Premios Goya (27ste uitreiking)                      | Beste geluid                             | Peter Glossop, Marc Orts en Oriol Tarragó         | Gewonnen    |
| Premios Goya (27ste uitreiking)                      | Beste speciale effecten                  | Pau Costa en Félix Bergés                         | Gewonnen    |
| Premios Goya (27ste uitreiking)                      | Beste grime en haarstijl                 | Alessandro Bertolazzi, David Martí en Montse Ribé | Genomineerd |
| Premios Goya (27ste uitreiking)                      | Beste filmmuziek                         | Fernando Velázquez                                | Genomineerd |
| Golden Globe Awards                                  | Beste Actrice - Drama                    | Naomi Watts                                       | Genomineerd |
| Hollywood Film Festival                              | Spotlight Award                          | Tom Holland                                       | Gewonnen    |
| Houston Film Critics Society                         | Beste Actrice                            | Naomi Watts                                       | Genomineerd |
| Las Vegas Film Critics Society                       | Sierra Award for Beste Film              | The Impossible                                    | Genomineerd |
| London Film Critics Circle Awards                    | Jonge Britse Performer van het Jaar      | Tom Holland                                       | Gewonnen    |
| National Board of Review USA                         | Beste Nieuwkomer                         | Tom Holland                                       | Gewonnen    |
| Palm Springs International Film Festival             | Desert Palm Achievement Award            | Naomi Watts                                       | Gewonnen    |
| San Diego Film Critics Society Awards                | Beste Actrice                            | Naomi Watts                                       | Genomineerd |
| Screen Actors Guild Awards                           | Beste vrouwelijke acteur in een hoofdrol | Naomi Watts                                       | Genomineerd |
| Washington D.C. Area Film Critics Association Awards | Beste jonge Performance                  | Tom Holland                                       | Gewonnen    |